# Regula falsi

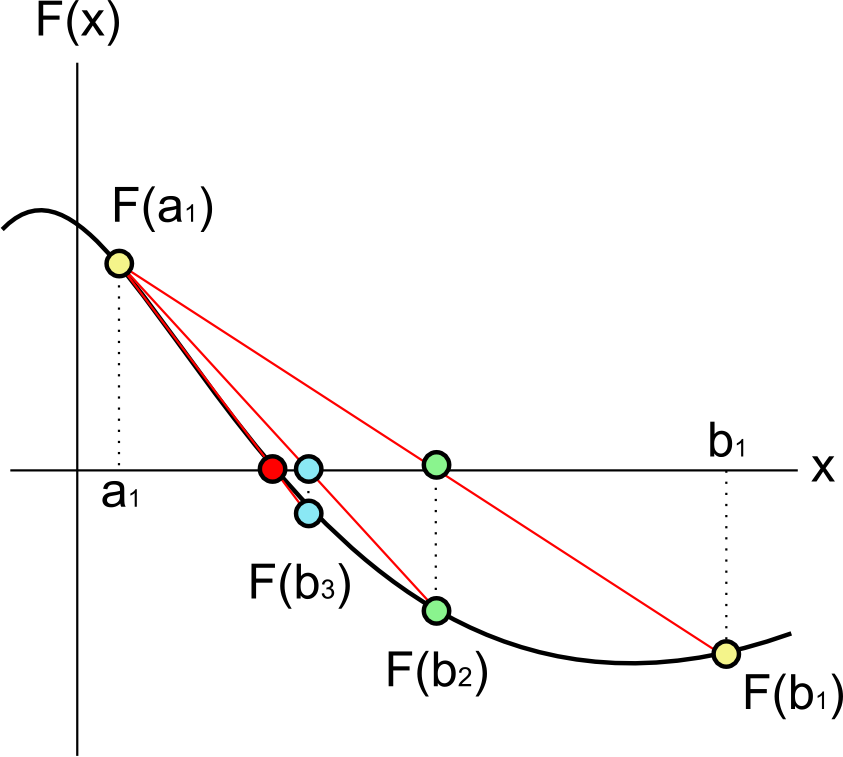
Dwie pierwsze iteracje algorytmu, dla przykładowej funkcji (oznaczona na czarno); na czerwono zaznaczono sieczne; trzecia sieczna wyznacza czerwony punkt, który jest pierwiastkiem funkcji

Regula falsi (łac. fałszywa linia prosta, fałszywa reguła) – algorytm rozwiązywania równań nieliniowych jednej zmiennej.
Na funkcję {\displaystyle y=f(x)} nakładane są następujące ograniczenia:
1. W przedziale [a,b] znajduje się dokładnie jeden pojedynczy pierwiastek.
2. Na końcach przedziału funkcja ma różne znaki: {\displaystyle f(a)f(b)<0.}
3. Pierwsza i druga pochodna istnieją i mają na tym przedziale stałe znaki.

Algorytm przebiega następująco:
- Na początku przez punkty {\displaystyle A=(a,f(a))} i {\displaystyle B=(b,f(b))} przeprowadzana jest cięciwa.
- Punkt przecięcia {\displaystyle x_{1}} z osią OX jest brany jako pierwsze przybliżenie pierwiastka.
- Jeśli to przybliżenie jest wystarczająco dobre, algorytm kończy się.
- Jeśli nie, to prowadzona jest cięciwa przez punkty {\displaystyle (x_{1},f(x_{1}))} oraz {\displaystyle A} lub {\displaystyle B} – wybierany jest ten punkt, którego rzędna ma znak przeciwny do {\displaystyle f(x_{1}).} Jednak w praktyce, dzięki ograniczeniu nr 3 już na początku algorytmu wiadomo, który z tych punktów będzie stały, tzn. wybierany za każdym razem.
- Następnie wyznaczane jest przecięcie nowo wyznaczonej cięciwy z osią OX {\displaystyle (x_{i})} i algorytm powtarza się.

Nazwa metody pochodzi od łacińskich słów: regula znaczące zarówno linię prostą, jak i regułę i falsus, fałszywy – metoda bazuje na fałszywym twierdzeniu (regule), że na pewnym przedziale funkcja jest liniowa. Można więc tę nazwę przetłumaczyć zarówno jako „fałszywa linia prosta”, jak i „fałszywa reguła” i obydwa te tłumaczenia mają w tym kontekście sens.

## Wzory
{\displaystyle x_{1}={\frac {af(b)-bf(a)}{f(b)-f(a)}}}
{\displaystyle x_{i+1}=\left\{{\begin{matrix}{\frac {x_{i}f(a)-af(x_{i})}{f(a)-f(x_{i})}}&gdy&f(a)f(x_{i})<0\\[.5em]{\frac {x_{i}f(b)-bf(x_{i})}{f(b)-f(x_{i})}}&gdy&f(b)f(x_{i})<0\end{matrix}}\right.}
dla {\displaystyle i=1,2,...}
Inne numeryczne metody wyznaczania pierwiastków równania nieliniowego:
- algorytm Illinois (zmodyfikowana metoda siecznych)
- metoda bisekcji
- metoda Newtona (metoda stycznych)
- metoda siecznych
- odwrotna interpolacja kwadratowa